# Marco Storari
Marco Storari (Pisa, 7 de janeiro de 1977) é um ex-futebolista italiano, que atuava na posição de goleiro.
Depois de uma longa temporada em divisões inferiores da Itália, chegou a Serie A aos 27 anos. Desempenhos estáveis jogando pelo Messina, levaram à sua assinatura por clubes gigantes como o AC Milan.

## Carreira

### Messina

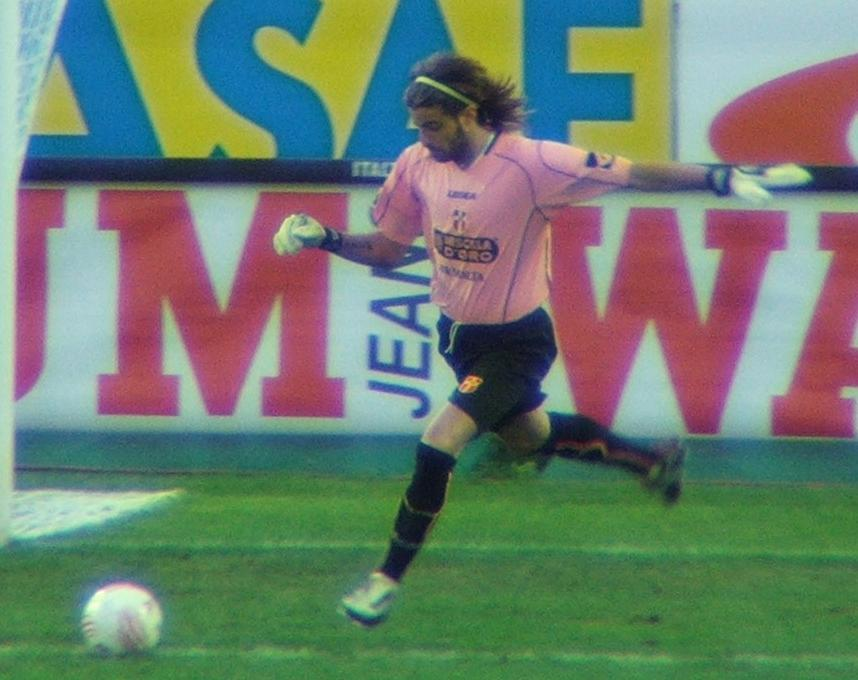
Storari atuando pela Messina

Foi revelado no Ladispoli, mas saiu ainda jovem para o Perugia, onde não teve chances de ser titular. Saiu por empréstimo ao Montevarchi em 1998, e em seguida ao Ancona no mesmo ano, mas só teve oportunidades na temporada 1999-00, quando contribuiu para a promoção da equipe na Série B Italiana.
Alguns clubes se interessaram pelo goleiro, e em 2002 apresentou-se ao Napoli, onde não conseguiu provar sua qualidade graças à falta de oportunidades no time de Franco Colomba. Em janeiro de 2003, então, foi para o Messina e logo em 2004 conquistou a promoção para a Serie A. Nas temporadas seguintes, foi o destaque do time, do qual se tornou capitão e símbolo em 2006, e nacionalmente conhecido por seus longos cabelos e por sua habilidade sob as traves. Em janeiro de 2007, é negociado com o Milan, com contrato válido até 2010. Com o fim do contrato, assinou com a Juventus para substituir Gianluigi Buffon. Estima-se que o valor foi de € 4,5 milhões.

### AC Milan
Em 17 de janeiro de 2007, Storari foi adquirido pelo AC Milan, por € 1,2 milhão, como fichagem de emergência, pois tanto Dida como o reserva Željko Kalac estavam fora de ação devido a uma lesão. Storari assinou um contrato de dois anos e meio (até o verão de 2010). Em três jogos no campeonato, contra o AS Livorno Calcio, AC Siena e Udinese Calcio, ele sofreu sete gols. Storari não apareceu mais em nenhum partida desde a sua estreia pelo Milan e sua reserva começou logo depois de uma eliminação para a AS Roma, em 31 de janeiro.
Em 3 de julho de 2007, surgiram relatos de que o Milan estava perto de liberar Storari para o Real Bétis, em um empréstimo de um ano. O negócio foi aumentado para dois anos e o jogador, juntamente com seu empresário, viajou para Sevilha. Apesar de ter ficado na cidade por três dias, o presidente Manuel Ruiz de Lopera, do Real Bétis, não conseguiu cumprir com o jogador e Storari voltou para a Itália com o negócio não concretizado. Em 12 de agosto, Storari acabou emprestado a outro clube na Espanha, o Levante UD, em um contrato de dois anos.
No entanto, o acordo de empréstimo terminou depois de apenas seis meses. Como a equipe de Valência estava em uma profunda crise financeira, em 5 de janeiro de 2008, Storari voltou para a Itália, para jogar pelo Cagliari Calcio devido à incapacidade Levante para pagar seu salário.
| “ | (O clube) estava em dificuldades financeiras e não poderia me pagar ... há algumas pessoas maravilhosas que foram honestos com nós, mas trabalhando sem remuneração é uma situação difícil de estar dentro | ” |

Storari assinou um contrato de empréstimo para a ACF Fiorentina, em julho de 2008. Sua produção consistia de um ponto de partida e outro na liga, barrado pelo antigo e primeiro goleiro Sébastien Frey.
Devido a lesão inicial de Christian Abbiati, Storari começou 2009-10 como primeira escolha, sobre Dida; em 22 de agosto de 2009, dois anos e três meses após sua última partida oficial pelo clube, ele estava entre os postes para o 2-1 ganhar em Siena. Além disso, em outubro, ele assinou um novo contrato, a adição de dois anos a mais para o seu link,mas logo ficou lesionado, perdendo seu lugar para o brasileiro.
Após a recuperação de Abbiati, Storari enfrentou a concorrência por uma vaga adicional regular que começa, assim, em 15 de janeiro de 2010, ele foi emprestado ao UC Sampdoria, substituindo lesionado Luca Castellazzi.Ele jogou seu primeiro jogo dois dias depois, em uma empate 1-1 em casa contra o Calcio Catania.

### Juventus
Após o Sampdoria não conseguiu chegar a um acordo com o Milan para contratá-lo diretamente, depois de perder Castellazzi para o FC Internazionale Milano em uma transferência livre,Storari foi vendido para a Juventus por uma taxa de € 4,5 milhões em 23 de junho de 2010,tornando-se a segunda contratação do treinador Luigi Delneri e diretor esportivo Giuseppe Marotta, com quem já havia trabalhado com Storari no Sampdoria. Ele assinou um contrato de três anos em vigor em 1 de Julho, dando cobertura para Gianluigi Buffon, que sofreu uma lesão nas costas no Mundial de 2010,e competir com Alex Manninger. Milan assinou com Marco Amelia, por empréstimo do Genoa CFC no mesmo diapara atuar como seu substituto.

## Carreira Internacional
Storari nunca foi tampado para a Itália, embora ele foi escolhido como terceira escolha pelo chefe nacional Marcello Lippi para a Copa do Mundo 2006 de qualificação contra a Eslovênia, em outubro de 2005.

## Títulos
Juventus
- Serie A: 2011–12, 2012–13, 2013–14, 2014–15
- Supercopa da Itália: 2012, 2013
- Coppa Italia: 2014–15